# 四国中央市立豊岡小学校
四国中央市立豊岡小学校（しこくちゅうおうしりつ とよおかしょうがっこう）は、愛媛県四国中央市豊岡町豊田45番地にある小学校。

## 沿革
- 1954年 - 伊予三島市立豊岡小学校と改称
- 2004年 - 四国中央市立豊岡小学校と改称

## 通学区域
豊岡町大町、豊岡町豊田、豊岡町長田、豊岡町五良野、豊岡町岡銅

## 進学先の中学校
- 四国中央市立三島南中学校（全域）[2]

## 通学区域内にある施設
- 国道11号
- 松山自動車道

など。

## 通学区域が隣接している学校
- 四国中央市立中曽根小学校
- 四国中央市立寒川小学校
- 四国中央市立長津小学校